# Řečany nad Labem
Řečany nad Labem – gmina w Czechach, w powiecie Pardubice, w kraju pardubicki. Według danych z dnia 1 stycznia 2013 liczyła 1 361 mieszkańców.
W miejscowości jest stacja kolejowa Řečany nad Labem.
Podział gminy:
- Řečany nad Labem
- Labětín